# Babase
Babase è un'isola del gruppo delle Isole Feni nella Nuova Guinea, ad est della Nuova Irlanda. È formata da uno stratovulcano e da un duomo di lava, collegati da un istmo.